# Dusty Springfield
Mary Isabel Catherine Bernadette O'Brien, poznatija je po svom umjetničkom imenu Dusty Springfield (Hampstead, London, 16. travnja 1939. – Henley-on-Thames, Oxfordshire, 2. ožujka 1999.), britanska pjevačica pop glazbe.  
Imala je neobično zvonki, čist i tonski bogat glas, a među prvima je probila led na sjevernoameričkom tržištu pop glazbe. Predvodnik je Britanske invazije. U razdoblju 1963. – 1970. izdala je 18 uspješnica na američkim top listama (Billboard Hot 100).

## Najveći uspjesi (singl ploče) na američkom tržištu, Billboard Hot 100
- 1963.: "I Only Want To Be With You" #12
- 1964.: "Wishin' and Hopin'" #6
- 1966.: "You Don't Have to Say You Love Me" #4
- 1966.: "All I See is You" #20
- 1967.: "The Look of Love (pjesma Burt Bacharach)" #22
- 1969.: "Son of a Preacher Man" #10
- 1970.: "Brand New Me" #24
- 1987.: "What Have I Done to Deserve This?" #2 sa sastavom Pet Shop Boys

## Albumi
- "Dusty in Memphis", izdan 1969. godine

## Vanjske poveznice
- Dusty Springfield na stranicama Open Directory Project  Arhivirana inačica izvorne stranice od 19. srpnja 2008. (Wayback Machine)